# شهرستان بلادالطعام
ناحیهٔ بلاد الطعام (به عربی: مدیریة بلاد الطعام) یک ناحیه در یمن است که در استان ریمه واقع شده‌است.
ناحیهٔ بلاد الطعام ۳۱٬۱۴۳ نفر جمعیت دارد.